# Conon de Montfaucon
Pour les articles homonymes, voir Conon.

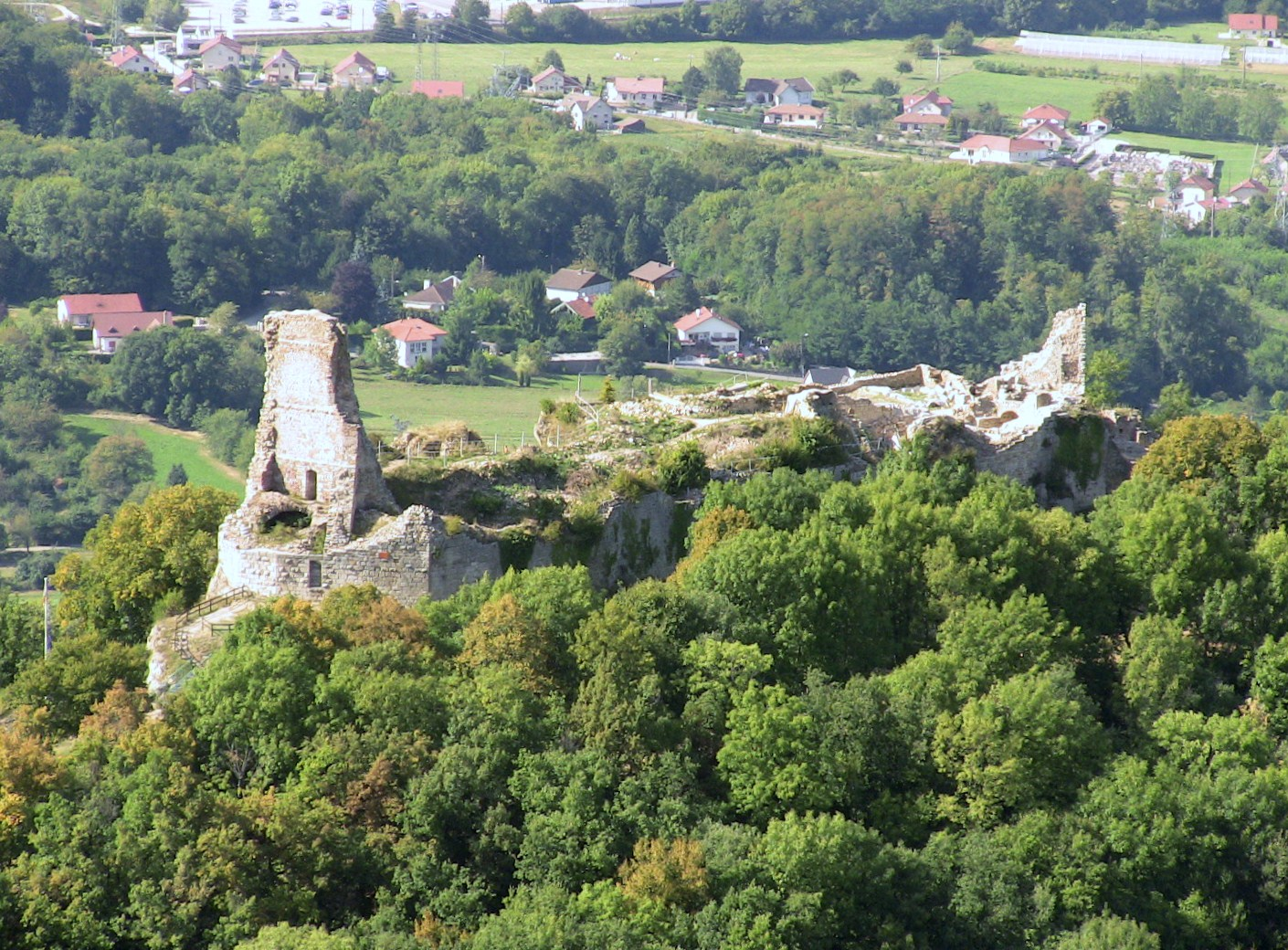
Second château féodal de Montfaucon (fin du XIIIe siècle).

Conon de Montfaucon, (vers 1005 - après 1040), nommé aussi Faucon de Montfaucon, seigneur de Montfaucon.

## Biographie
Conon de Montfaucon serait originaire du nord-est de la Franche-Comté où sa famille posséderait d'importants domaines. C'est grâce à l'archevêque de Besançon Hugues Ier de Salins qu'il s'implante sur les terres de Montfaucon où il bâtit une première forteresse, à 600 m au nord-est du château actuel.
Parmi les seigneurs qui assistent au plaid tenu en 1040, par son suzerain Renaud Ier de Bourgogne et l'archevêque de Besançon Hugues Ier de Salins, Gui de Bourgogne, figure Conon ou Conrad de Montfaucon (Chuono de Montefalchonis). Celui-ci compte parmi les grands bénéficiaires de l'église de saint-Étienne de Besançon de qui il tient des terres situées sur la rive gauche du Doubs proche de Besançon. Il fait élever une forteresse et prend le titre de sire de Montfaucon.

## Famille
Son épouse est inconnue, il a :
- Richard Ier[4], seigneur de Montfaucon ;
- Hugues II de Montfaucon, archevêque de Besançon de 1067 à 1085 ;
- Meynier, Haut doyen de la Métropole Saint-Jean[5].

## Sources
- Frédéric Charles Jean Gingins-La Sarraz, Recherches historiques sur les acquisitions des sires de Montfaucon et de la maison de Chalons dans le pays-de-Vaud, G. Bridel, 1857 (lire en ligne), p. 11 à 12.
- Roglo, Conon de Montfaucon .
- Fabpedigree, Conan de Montfaucon .
- Geneall, Conon de Montfaucon .
- Médiéval Généalogie, Conon de Montfaucon .